# Ортега, Руфино
Руфино Ортега Молина (исп. Rufino Ortega Molina; 22 августа 1847, Мендоса— 20 ноября 1917, Мендоса) — аргентинский военный и политический деятель.

## Биография
Родился 22 августа 1847 года в Мендосе, провинция Мендоса, Аргентина. Сын военного Хосе Руфино Ортеги и Тересы Молины, дочери Педро Молины (1781—1842), губернатора провинции Мендоса.
Руфино Ортега принимал участие в Парагвайской войне (1864—1870). В 1874 году он принимал участие в битве при Санта-Росе, где был тяжело ранен.
С 1881 года в звании генерал-лейтенанта Руфино Артега командовал 4-й пустынной экспедиционной дивизией под командованиекм генерал-лейтенанта Хулио Архентино Роки.
В 1884—1887 годах — губернатор провинции Мендоса. Во время его правления был принят первый Закон о воде Аргентинской Республики. Перед окончанием его срока провинция Мендоса перенесла серьезную эпидемию холеры, унесшую большое количество жизней.
Его сын, Феликс Руфино Ортега Осамис (1872—1933), также был губернатором Мендосы с 1910 по 1914 год.